# Сімоненко Олена Анатоліївна
Сімоненко Олена Анатоліївна (нар. 18 березня 1974, м. Райчихінськ, Амурська область, РРФСР, СРСР) — український політичний діяч, державний менеджер національного рівня, майстер бізнес-адміністрування (МВА), практикуючий науковець у сферах державного управління, соціальної та політичної психології.
Заступник міністра Міністерства охорони здоров'я України (2019—2020), керівник Офісу секторальної децентралізації при Віце-Прем'єр-міністрові України (2017—2018), радник заступників керівників Офісу Президента України (2015—2017, 2021—2024).
Членкиня Координаційної ради з реалізації програми Велике будівництво при Президенті України (2020—2022), членкиня Координаційного штабу з гуманітарних та соціальних питань, зокрема в реалізації проєкту з тимчасового розміщення понад 1,5 млн евакуйованих осіб та внутрішньо переміщених осіб у період повномасштабного вторгнення РФ в Україну.
Кандидат психологічних наук, доктор філософії у сфері психології. Спеціалізується на державному та політичному консалтингу,|моніторингу інформаційного середовища, психосемантичних дослідженнях, психологічному впливі та гіпнозі, математичному моделюванні та проєктному управлінні складними багатовимірними національними проєктами та програмами, оцінці ефективності управлінців топ-рівня, побудові ефективних команд та VIP-коучингу.

## Сім'я
Сімоненко Олена народилася 18 березня 1974 року у м. Райчихінськ, Амурська область, СРСР. У 1977 році разом із батьками — молодими лікарями — переїхала в Україну до міста Першотравенськ, Дніпропетровська область, де у 1991 році закінчила середню та музичну школи.
Батько — Симоненко Анатолій Костянтинович (17.03.1963 — 30.07.2009) — лікар вищої категорії, хірург-травматолог, заступник головного лікаря міської лікарні.
Мати — Симоненко Галина Костянтинівна (нар. 24.07.1948) — лікар вищої категорії, педіатр міської лікарні.

## Освіта
- Кандидат психологічних наук. Київський національний університет імені Тараса Шевченка, аспірантура, кафедра психології (2019—2024).
- Психотерапевт. Вісбаденська академія психотерапії (WIAP, Німеччина) (2018—2022). Член Всесвітньої асоціації позитивної та транскультуральної психотерапії (WAAP)[en].
- Аспірант кафедри публічного управління та публічної служби. Національна академія державного управління при Президентові України (2015—2019).
- Магістр державного управління. Національна академія державного управління при Президентові України, кафедра публічного управління та публічної служби (2012—2015).
- Магістр бізнес-адміністрування. Міжнародний інститут менеджменту МІМ — Київ, кафедра МВА (2008—2010).
- МВА. Carnegie Mellon Tepper School of Business[en] (США) (2010).
- Магістр, інженер хімік-технолог важкого органічного та нафтохімічного синтезу. Національний технічний університет України «Київський політехнічний інститут», кафедра хімічних технологій органічних речовин (1991—1997).

## Професійний досвід
Трудову діяльність Сімоненко Олена розпочала у 1999 році в телекомунікаційній компанії «Оптима Телеком» — першому в Україні приватному телекомунікаційному операторі провідного зв'язку, що першими в Україні запроваджували досвід побудови оптико-волоконного зв'язку та інтернет-технологій.
Згодом у 2005—2011 роках працювала керівником групи компаній у сфері девелопменту «Родовід Інвестментс», «Дарниця Плаза», «Будхолдинг», що спеціалізувались на будівництві житлової та ОфіснОЇ нерухомості в м. Київ.
З 2012 року працює в державному секторі, обіймаючи політичні посади та посади радників вищого керівництва держави.
2012—2014 — Київська міська державна адміністрація (КМДА), радник Керівника КМДА з питань реалізації Стратегія розвитку міста Києва до 2025 року. Координатор впровадження Стратегії по напрямках: Будівництво, Архітектура, Землекористування у Києві.
2015—2016 — Адміністрація Президента України, радник заступника керівника Адміністрації Президента, членкиня Проєктний офіс Національної ради реформ при Президентові України. Відповідала за координацію впровадження реформи місцевого самоврядування та територіальної організації влади (децентралізації).
2016—2017 — Кабінет Міністрів України, радник Віцепрем'єр-міністра України, міністра регіонального розвитку України, Керівник Офісу секторальної децентралізації. Відповідала за координацію розробки та впровадження реформи децентралізації у відповідних секторах: охорони здоров'я, освіти та науки, соціального захисту, використання земельних ресурсів, будівництва та архітектури, захисту довкілля та культури.
2018—2019 — Кабінет Міністрів України, Радник Міністра Кабінету Міністрів, Членкиня Офісу реформ Кабінету Міністрів України. Відповідала за координацію розробки та впровадження реформи децентралізації у відповідних секторах: охорони здоров'я, освіти та науки, соціального захисту, захисту довкілля та культури.
2019-2020- Міністерство охорони здоров'я України, Заступник Міністра охорони здоров'я України з питань європейської інтеграції, Керівник проекту Світового банку у сфері охорони здоров'я в Україні «Поліпшення охорони здоров'я на службі у людей»..
Відповідала за реалізацію реформи медичної галузі та трансформацію системи охорони здоров'я, включаючи запровадження механізму «Гроші ходять за пацієнтом», програму «Доступні ліки», проект побудови спроможної та ефективної мережі надання медичних послуг
Також відповідала за національний проект щодо будівництва та оснащення 212 приймальних відділень в опорних медичних закладах.
Окремим напрямком діяльності було розробка та адаптація нормативно-правової бази України у сфері охорони здоров'я до стандартів ЄС
2020—2024. Офіс Президента України, Радник заступників керівників Офіс Президента України з питань регіональної політики в сферах: Охорона здоров'я в Україні, Освіта в Україні, Соціальний захист Ветеранська політика в Україні, питання Внутрішньо переміщені особи. Членкиня Координаційна рада з реалізації програми Велике будівництво при Президентові України]], створеної Указ Президента України від 23 червня 2020 року № 246/2020, членкиня Координаційний штаб з гуманітарних та соціальних питань при Президентові України.
В довоєнний період, протягом 2020—2021 років, в рамках програми Президента України Велике будівництво брала участь у координації реалізації проектів більше ніж 2000 об'єктів соціальної інфраструктури, в тому числі [в тому числі шкіл, дитячих садочків, лікарень, ЦНАПів, об'єктів спортивної інфраструктури, включаючи сучасні засоби з інклюзивності.
В період пандемії надавала експертну допомогу в координації процесу підготовки та експлуатації медичної мережі для надання медичної допомоги хворим на Covid-19 в 24 регіонах України, побудову системи моніторингу в розрізі окремих лікарень країни наявних місць, в тому числі реанімаційних, для надання екстреної медичної допомоги важко-хворим, забезпечення кисневої терапії (будівництво стаціонарних мереж, логістика доставки кисню), моделювання маршрутів пацієнтів, з урахуванням наявних потужностей, а також згодом, організація та моніторинг процесу вакцинації.
У період воєнного стану брала активну участь в роботі Координаційний штаб з гуманітарних та соціальних питань при Президентові України та Координаційного центру із забезпечення продовольчими продуктами, ліками, питною водою та пальним при Кабінет Міністрів України. У 2020—2023 роках брала активну участь в організації процесів евакуації громадян та створення на базі державних та комунальних закладів місць для тимчасового розміщення більше ніж 1,5 млн евакуйованих осіб та ВПО.
Протягом 2022—2025 років брала активну участь в координації, на державному та регіональному рівнях, впровадження заходів по підготовці шкіл та дитячих садочків України до роботи в умовах воєнного стану, в тому числі будівництво укриттів.
Надавала технічну допомогу в формуванні державної стратегії енергонезалежності регіонів, формуванні ветеранської політики та інструментів міжнародної допомоги на відновлення зруйнованої інфраструктури та підтримки ВПО.

## Наукова діяльність
Кандидат психологічних наук (доктор філософії в сфері психології).
2015—2019. Аспірант Кафедри публічного управління та публічної служби Національна академія державного управління при Президентові України. Досліджувала державні механізми забезпечення децентралізації влади та управління в Україні.
В результаті роботи над дисертаційним дослідженням було опубліковано наукові статті у міжнародних та українських фахових виданнях з державного управління:
2018—2024 — Студент Wiesbadener Internationale Akademie für Positive und Transkulturelle Psychotherapie (Німеччина). Досліджувала питання в сфері психотерапії та коучингу по методу позитивної та транскультуральної терапії, член Всесвітня асоціація позитивної та транскультурної психотерапії..
2019—2024. Аспірант кафедри психології Київський національний університет імені Тараса Шевченка. Досліджувала питання в сфері соціальної та політичної психології в державному управлінні та місцевому самоврядуванні, в тому числі в питаннях побудови високоефективних команд для реалізації державних стратегій, проектів та програм..
Захистила дисертацію на тему: «Особливості соціально-психологічного клімату в структурах державного управління та місцевого врядування в Україні».
Результати наукової діяльності представлені в фахових наукових статтях та міжнародних наукових конференціях.

## Критика
У 2020 році Національне агентство з питань запобігання корупції (НАЗК) провело повну перевірку декларації Олени Сімоненко після її звільнення з посади заступниці міністра охорони здоров’я. За даними НАЗК, в декларації були відсутні відомості про дві квартири в Києві, а також про заборгованість перед банком і приватною компанією на понад 337 тисяч гривень.